# 폴리부틸렌 테레프탈레이트
폴리부틸렌 테레프탈레이트(Polybutylene terephthalate, PBT)는 전기 및 일렉트로닉스 산업에서 절연체로 사용되는 열가소성 엔지니어링 폴리머이다. 열가소성 (반)결정성 폴리머이며 폴리에스터의 일종이다. PBT는 용매에 대한 내성이 강하고 성형 중 수축률이 매우 낮으며, 기계적 강도가 우수하고 최대 150 °C(유리 섬유 강화재 사용 시 200 °C)의 내열성을 가지며, 난연제 처리를 통해 불연성으로 만들 수 있다. 영국의 임페리얼 케미컬 인더스트리스(ICI)에서 개발했다.
PBT는 다른 열가소성 폴리에스터와 밀접한 관련이 있다. PET(폴리에틸렌 테레프탈레이트)에 비해 PBT는 강도와 강성이 약간 낮고, 내충격성이 약간 더 우수하며, 유리 전이 온도가 약간 낮다. PBT와 PET는 60 °C(140°F) 이상의 뜨거운 물에 민감한다. PBT와 PET는 옥외에서 사용할 경우 자외선 차단이 필요하며, 이러한 폴리에스터는 대부분 가연성이지만, 첨가제를 사용하여 자외선 차단 및 가연성 특성을 모두 향상시킬 수 있다.
PBT는 1,4-부탄디올과 테레프탈산의 중합으로 생성된다.